# 张村镇 (平陆县)
张村镇，是中华人民共和国山西省运城市平陆县下辖的一个乡镇级行政单位。

## 行政区划
张村镇下辖以下地区：
云寺村、土庙村、西沟村、申咀村、马咀村、韩村、辛店村、新村、西吴村、上张村、试验队村、下张村、前南村、后南村、西南村、西张峪村、东张峪村、沙口村、东坡村、北村、窑头村、太阳渡村、大涧北村、小涧北村、后地村、关家窝村、三湾村和后沟村。